# Gare d'Asan
La gare d'Asan (hangeul : 아산역 ; hanja : 牙山驛) est une gare ferroviaire de la ligne Janghang. Elle est située au 90 Hope-ro, dans le bourg Baebang-eup de la ville d'Asan-si, dans la province Gyeonggi-do, au sud-ouest de la ville de Séoul en Corée du Sud.
Ouverte en 2007, elle est desservie par les trains voyageurs qui circulent sur la ligne Janghang, le Mugunghwa et le Saemaeul. Depuis 2008 elle est en correspondance directe avec la ligne 1 du métro de Séoul qui utilise les quais 1 et 4, desservis par les rames de services omnibus et express.

## Situation ferroviaire
La gare d'Azan est située au point kilométrique (PK) 4,5 de la ligne Janghang, entre la gare de Ssangyong , en direction du terminus gare de Cheonan, et la gare de Baebang, en direction du terminus gare d'Iksan.

## Histoire
La gare d'Asan est mise en service le 1er avril 2007 sur la ligne Janghang.

## Service des voyageurs

### Accueil
La gare est établie au 90 Hope-ro, dans le bourg Baebang-eup. Elle partage le bâtiment avec la station du métro, accessible par deux bouches situées de part et d'autre des voies. La gare utilise les quais 2 et 3. 

### Desserte
La gare de Cheonan est desservie par des trains de voyageurs Korail, Saemaeul et Mugunghwa.

Installations anciennes
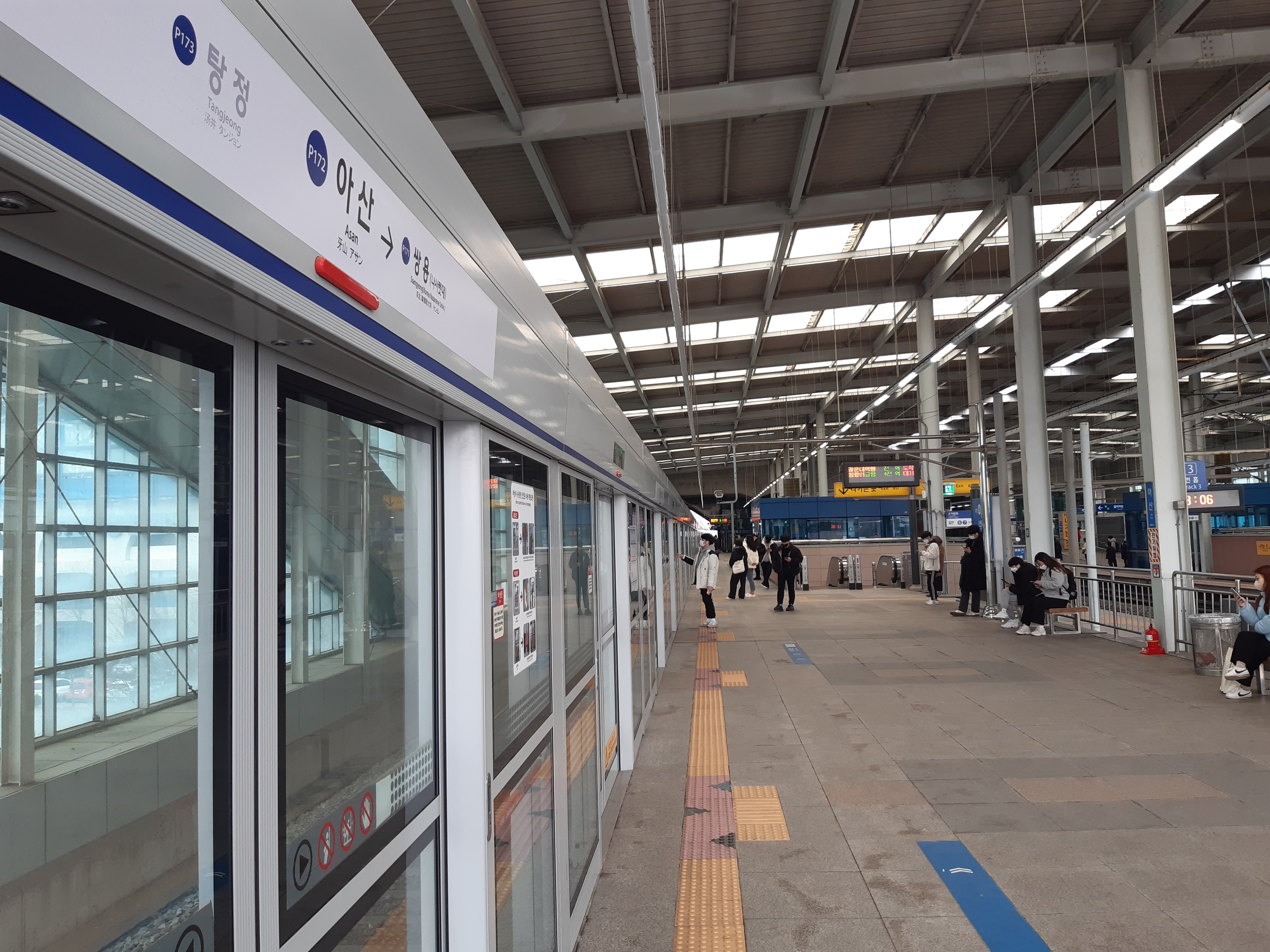
à droite les voies et quais de la gare, à gauche un quai du métro..
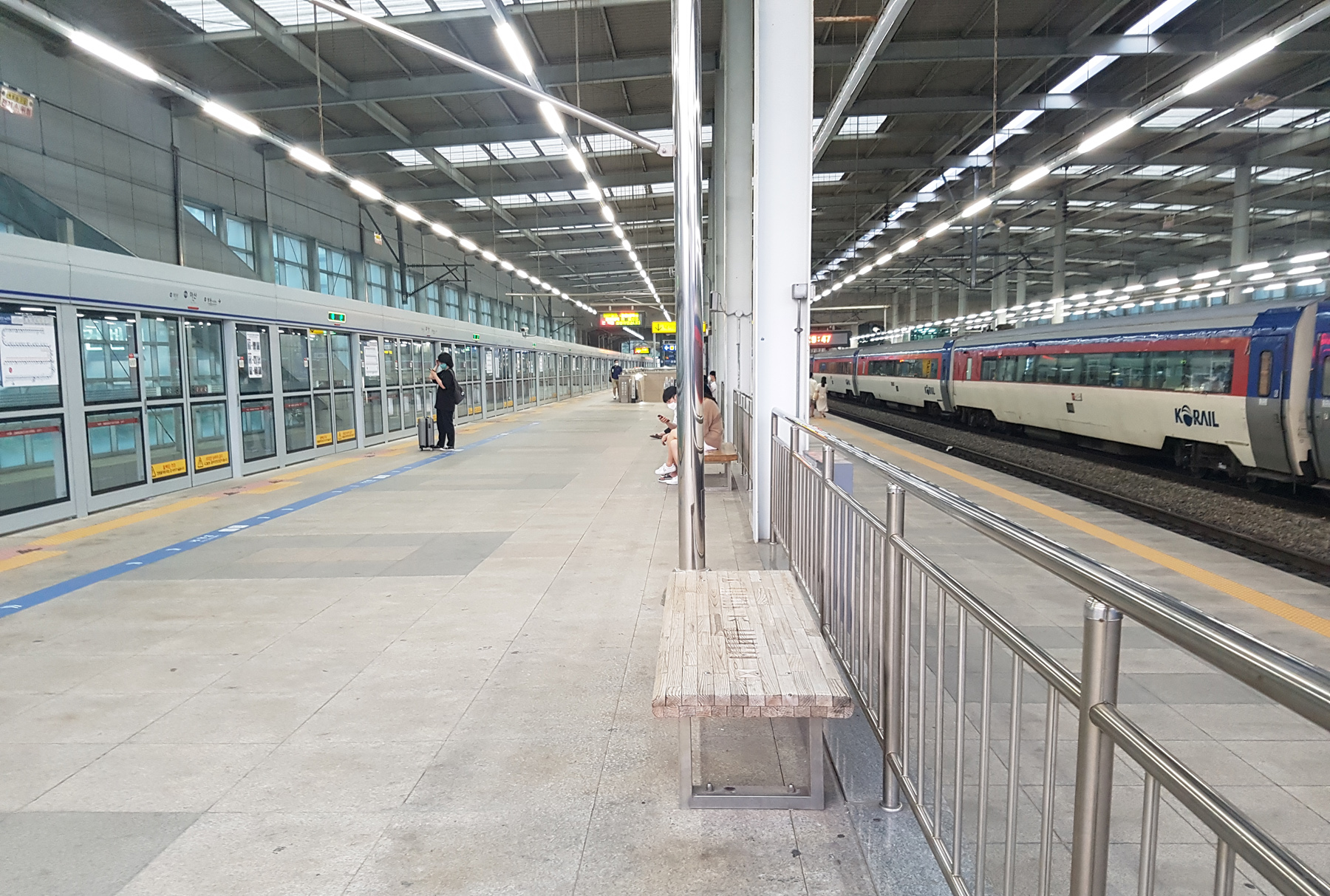
à droite les voies et quais de la gare, à gauche un quai du métro.

### Intermodalité
Elle est en correspondance directe avec la station Asan de la ligne 1 du métro de Séoul. Elle est également en correspondance avec la gare de Cheonan – Asan desservie par des trains à grande vitesse KTX. Des arrêts de bus sont situées à proximité.